# Dharwad
Dharwad (en canarés:ಧಾರವಾಡ ) es una ciudad de la India, centro administrativo del distrito de Dharwad, en el estado de Karnataka.

## Geografía
Se encuentra a una altitud de 736 m s. n. m. a 433 km de la capital estatal, Bangalore, en la zona horaria UTC +5:30.

## Demografía
Según estimación 2011 contaba con una población de 423 300 habitantes.